# フモニシンB2
フモニシンB2 (fumonisin B2) は、フザリウム属菌Fusarium verticillioidesおよびFusarium moniliformeが産生するフモニシンマイコトキシンの一つである。フモニシンB1の構造類縁体。フモニシンB2はフモニシンB1よりも細胞毒性が高い。フモニシンB2はスフィンゴシンアシルトランスフェラーゼを阻害する。
フモニシンB2およびその他のフモニシン類は、トウモロコシやその他の穀物をしばしば汚染する。